# Antoine-Geneviève-Amédée de Fraguier
Antoine-Geneviève-Amédée, marquis de Fraguier, né le 23 juillet 1775 à Paris et mort le 17 janvier 1840 à Paris, est un militaire et homme politique français.

## Biographie
Il est le fils d'Ambroise Nicolas de Fraguier, ancien mousquetaire du roi.
Ancien officier supérieur des gardes du corps du roi, il était colonel dans la Garde nationale de Paris, lorsqu'il fut élu, le 10 octobre 1821, par 101 voix sur 156 votants et 250 inscrits, député de Seine-et-Oise, au collège de département. Le marquis de Fraguier siégea à droite et vota avec la majorité. Réélu, le 25 février 1824, dans le 2e arrondissement de Seine-et-Oise (Corbeil), avec 123 voix (184 votants, 236 inscrits), il soutint le ministère Villèle, fut promu, le 23 mai 1825, maréchal de camp, et ne fut pas réélu en 1827. Il se représenta encore, sans succès, la 12 juillet 1830, et n'obtint dans la circonscription de Corbeil que 63 voix contre 281 au député sortant, Dérard.
Il fut également maire de Tigery.
Le marquis de Fraguier était chevalier de l'Ordre royal et militaire de Saint-Louis et officier de la Légion d'honneur.

## Sources
- « Antoine-Geneviève-Amédée de Fraguier », dans Adolphe Robert et Gaston Cougny, Dictionnaire des parlementaires français, Edgar Bourloton, 1889-1891 [détail de l’édition]